# Taran
Taran (mađ. Tarján) je selo na sjeveru zapadne polovine Mađarske, istočno od zaštićenog krajolika Gerečea. Taranski je hrvatski toponim zabilježio Živko Mandić u podunavskom selu Andzabegu.

## Upravna organizacija
Upravno pripada tatabányskoj mikroregiji u Komoransko-ostrogonskoj županiji. Poštanski je broj 2831. U Taranu djeluje njemačka manjinska samouprava.

## Stanovništvo
U Taranu je prema popisu 2001. živjelo 2805 Taranaca i Tarankinja, većinom Mađara, 27,3% Nijemaca, nešto Slovaka i Bugara.

## Vanjske poveznice
- Službene stranice